# Charles François Lhomond

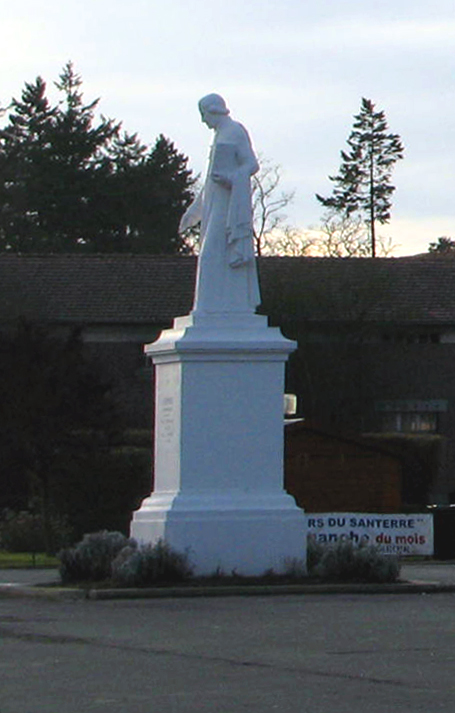
Pomnik Charlesa Lhomonda w Chaulnes we Francji.

Charles François Lhomond (ur. 1727, zm. 1794) – francuski gramatyk. Opracował powszechnie używaną w pierwszej połowie XIX wieku gramatykę języka francuskiego, która była ceniona za swoją zwięzłość i przejrzystość.